# Angel Eyes - Occhi d'angelo
Angel Eyes - Occhi d'angelo  (Angel Eyes) è un film del 2001 diretto da Luis Mandoki con Jennifer Lopez e James Caviezel.
Il film ha ricevuto durante l'edizione dei Razzie Awards 2001 una nomination come Peggior attrice per Jennifer Lopez.

## Trama
L'agente Sharon Pogue, della polizia di Chicago, conduce una scarsa vita sociale e ha dei pessimi rapporti con la famiglia. Un giorno, durante un'operazione di polizia, mette in serio pericolo la sua vita: a salvarla è il misterioso "Catch", che da tempo gira inosservato per il quartiere. Dopo un impacciato inizio, i due arrivano a frequentarsi e a conoscersi in modo sempre più intimo; nonostante le domande di Sharon, però, Catch è restio a raccontare di sé e del suo passato, dichiarando semplicemente di voler ricominciare "da zero".
Piano piano si scopriranno i segreti del duro passato di entrambi: Sharon ha avuto un padre violento, che picchiava sua madre ed il fratello Larry, e si sente ora in colpa per averlo denunciato e fatto arrestare in giovane età, gesto che l'ha sostanzialmente fatta tagliare fuori dal resto della famiglia (il padre non le rivolge più la parola; la madre la accusa di non aver lasciato che "quelle cose rimanessero in casa"). Catch, il cui vero nome si scopre essere Steven Lambert, è rimasto vittima, un anno prima, di un tragico incidente stradale in cui hanno perso la vita sua moglie e suo figlio: nonostante l'incidente fosse stato provocato da un tir che viaggiava contromano, Catch, che era alla guida, non riesce a perdonarsi per averli persi entrambi, il che l'ha portato ad erigere un muro emotivo di fronte all'evento. L'agente di pattuglia quella notte, che aveva soccorso Catch nell'auto, era proprio Sharon: un segno che i due, secondo le parole dello stesso Catch, "erano destinati ad incontrarsi".
Scoperta la verità, Sharon cerca, per il bene di Catch, di spronarlo ad accettare il passato e riprendere contatto con la realtà. Per questo, lo conduce davanti al cimitero e lo invita ad entrare per visitare le tombe di sua moglie e suo figlio, provando così di aver superato l'incidente. Quest'approccio deciso non ottiene però l'effetto sperato, e Catch reagisce bruscamente, allontanandosi e rifuggendo ogni tentativo di Sharon di ricontattarlo nei giorni seguenti. Cercando un modo per aiutare Catch, Sharon chiede consiglio ad Eleanora, madre della moglie scomparsa di Catch, cui l'uomo aveva continuato a far visita, portandole viveri ogni settimana, come unica forma di contatto con la realtà. La donna conforta Sharon, sostenendo quanto il loro rapporto stia aiutando Catch, ma la incoraggia anche a non cercare di affrettare le cose: Catch deve affrontare con i suoi tempi il percorso che lo porterà a ritrovare se stesso.
Successivamente, Sharon si reca alla celebrazione di rinnovo dei voti dei suoi genitori: alla festa, con la famiglia riunita, cerca di confrontare il padre per ottenere il suo perdono e sapersi di nuovo voluta da lui, ma l'uomo afferma di sentirsi come se non avesse più una figlia. Ferita, prima di andarsene Sharon racconta, mentre il cameraman della festa effettua le riprese, un episodio gioioso della propria infanzia, in cui giocava in salotto con suo padre e suo fratello, suscitando la commozione di tutti; tuttavia, quando lei gli rivolge per l'ultima volta lo sguardo, il padre, pur visibilmente toccato, le gira le spalle. Nel frattempo, vediamo che Catch ha finalmente trovato la forza di recarsi al cimitero. Giunto davanti alle tombe dei suoi cari, li ricorda con affetto e chiede loro perdono: la sua mente aveva cancellato il tragico minuto dell'incidente, e con esso aveva provato a dimenticare tutti i loro ricordi felici. Pentito e commosso, Catch promette che non li dimenticherà più.
All'uscita dall'abitazione, Sharon trova Catch ad attenderla davanti all'auto. I due riescono finalmente ad aprirsi del tutto: Sharon sceglie di accettare le conseguenze familiari della propria azione passata, che ritiene ancora giusta e non vuole più rinnegare; quindi, si scusa con Catch per aver provato a rendere il loro rapporto perfetto, affermando che "un rapporto è come deve essere". I due si dichiarano amore reciproco e sono pronti a partire in auto verso una nuova vita insieme: il film si conclude con Catch che, superato il proprio trauma e ritrovata la fiducia in se stesso, chiede a Sharon di lasciarlo guidare l'auto al posto suo.